# Stelle principali della costellazione del Dragone
Segue un prospetto delle stelle principali della costellazione del Dragone, elencate per magnitudine decrescente.